# Castello Malatestiano (Gatteo)
Das Castello Malatestiano ist eine Festung im Zentrum des Ortes Gatteo in der italienischen Region Emilia-Romagna.

## Geschichte

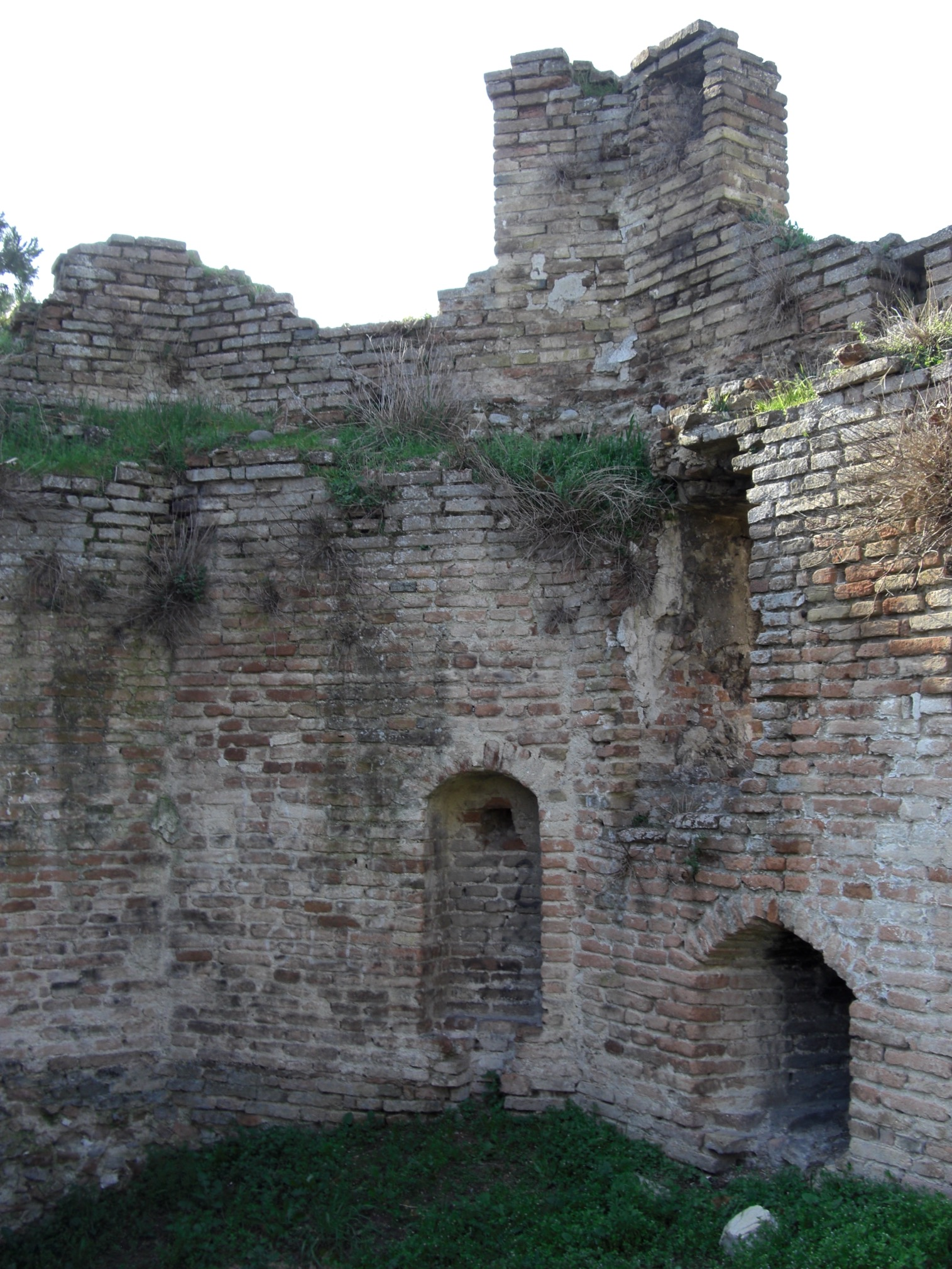
Innerhalb der Stadtmauer (2016)

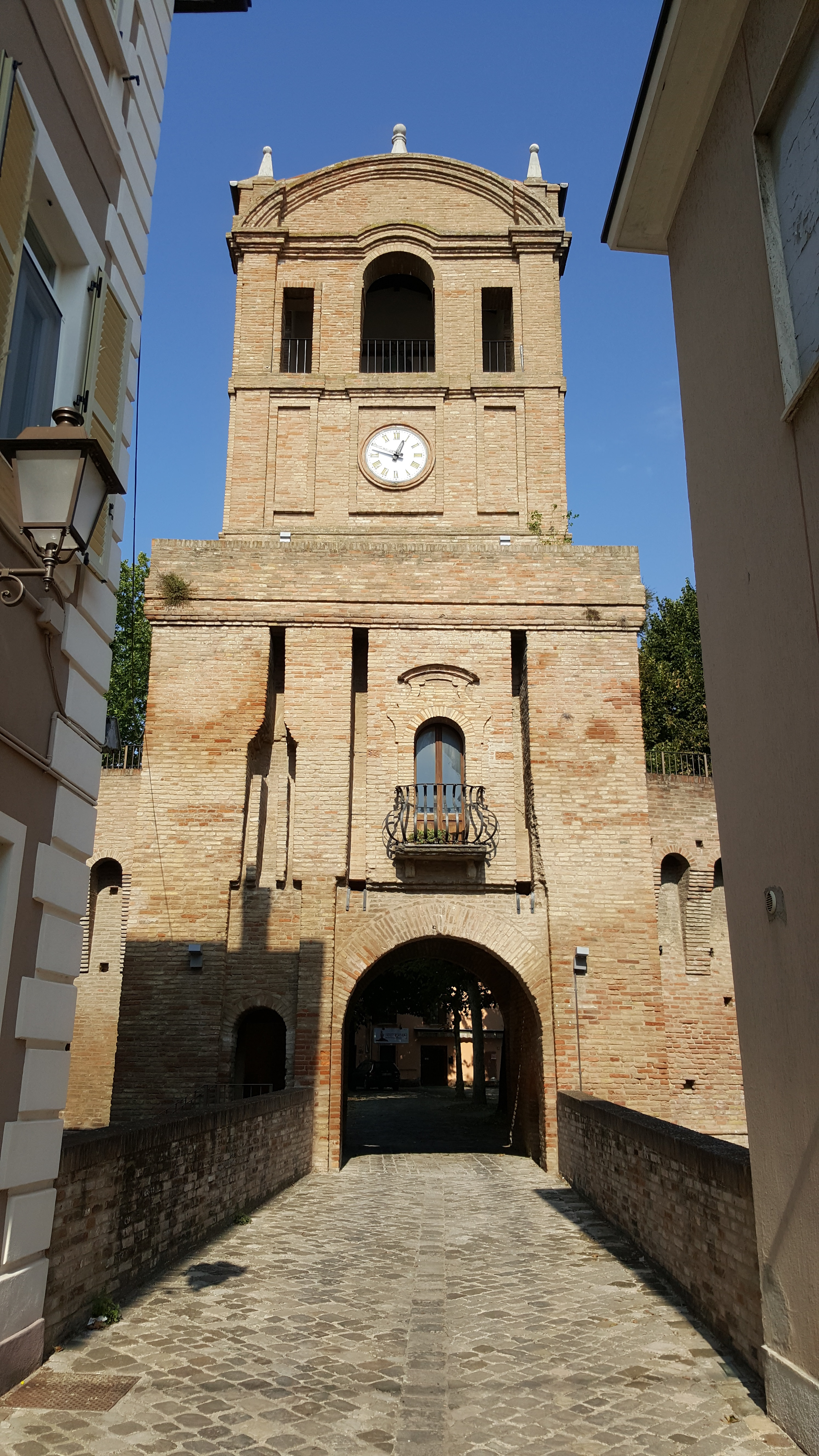
Großer Turm der Festung mit Uhr und Zugangsbrücke

Die Festung wurde um das 13. Jahrhundert auf einem Gelände errichtet, auf dem wahrscheinlich früher schon ein römisches Castrum existierte, und wurde zu einem der Sitze der Familie Malatesta.

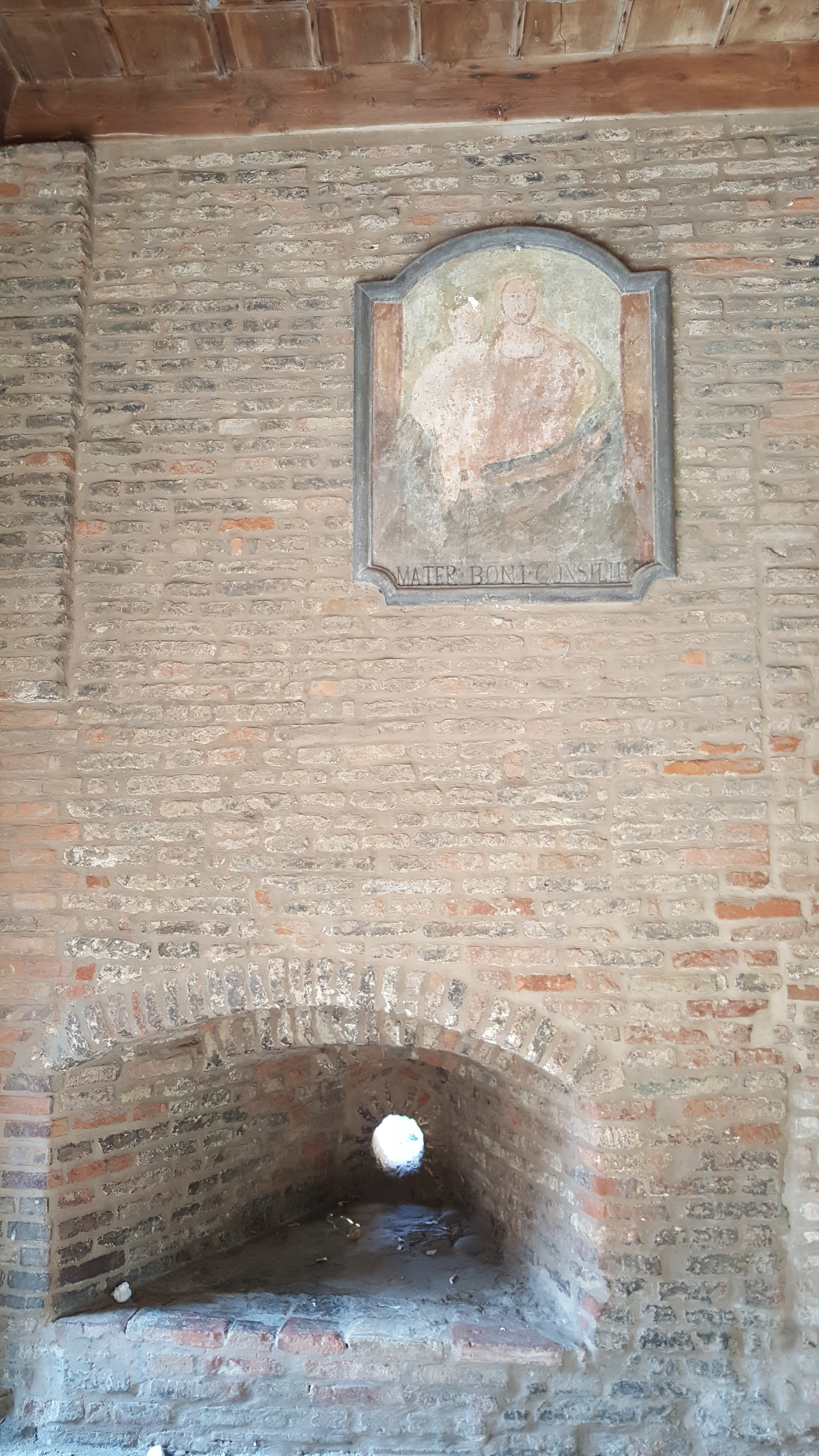
In der Festung mit Schießscharte und Fresko

Um die zweite Hälfte des 18. Jahrhunderts wurden die originalen Mauern in der Höhe gekürzt und der Wassergraben mit Erde verfüllt. Auch die mobile Zugbrücke wurde durch eine feste Steinbrücke ersetzt. 2003 wurde ein umfangreicher Restaurierungszyklus durchgeführt, der die Festung wieder für die Bevölkerung und die Besuche der Touristen nutzbar machte. Seit die Anlage an die Gemeinde zurückgegeben wurde, wird der Innenhof für das Fest des Patrons, des Heiligen Laurentius, genutzt, dem auch die örtliche Pfarrkirche geweiht ist.

## Beschreibung
Die Anlage hat einen fast vierseitigen Grundriss mit fünf Bollwerken und einem Turm. Sie ist von einem Graben umgeben, der ursprünglich Wasser enthielt. Somit war der Zugang nur über eine Zugbrücke möglich, die sich auf der Ostseite befand und vom quadratischen Turm aus verteidigt werden konnte. Dort waren auch die Balken befestigt, mit denen die Brücke gehoben oder gesenkt werden konnte.

## Quelle
- Edoardo Turci: Il castello di Gatteo già dei Malatesta e dei Guidi di Bagno. Il Ponte Vecchio, Cesena 2004, ISBN 978-88-83124-36-5.